# カール・フリードベルク
カール・ルドルフ・ヘルマン・フリードベルク（ドイツ語: Carl Rudolf Hermann Friedberg, 1872年9月18日 ビンゲン – 1955年9月9日 メラーノ）は、ドイツのピアニスト、音楽教師。

## 経歴
1872年、ビンゲン生まれ。フランクフルト・ホーホ音楽院にてジェームス・クヴァストとクララ・シューマンにピアノを師事する。
その後1893年から1904年まで同校の教員をつとめ、1904年から1914年までケルン音楽院（現・ケルン音楽大学）の教壇に立った。1923年から1946年に隠退するまで、ニューヨーク芸術音楽専門学校（現・ジュリアード音楽院）でピアノ科の首席教授を務める。主要な門人にエリー・ナイやマルコム・フレイジャー、ブルース・ハンガーフォード、ウィリアム・マセロスらがいる。1955年[9月9日、イタリアに客死した。

## 演奏活動・評価
フリードベルクは60年以上にわたって欧米でピアニストとして演奏を続けた。1900年12月2日にグスタフ・マーラーの指揮するウィーン宮廷管弦楽団と共演して公式のデビューを果たした。但し、1893年には全曲ブラームス作品によるリサイタルを本人立ち会いのもとに行い、作曲者から称賛を得た。その後はブラームスのピアノ曲のほとんどについて、作曲者本人の個人指導により特訓を受けている。1920年にはアルトゥル・シュナーベルの後任として、カール・フレッシュとフーゴ・ベッカーが結成したピアノ三重奏団に加入し、1932年に解散するまで室内楽奏者として活動した。アメリカではフリッツ・クライスラーと数多くのリサイタルで共演しており、1937年にはダニエル・カルピロフスキーやフェリックス・サルモンドと自前のピアノ三重奏団を結成している。
フリードベルクはレパートリーの幅広い演奏家であったが、一般的にベートーヴェンやシューマン、ブラームスのピアノ曲と結びつけられることが多い。